# Nadim Asfar
Nadim Asfar est un photographe et cinéaste franco-libanais, né en 1976 à Beyrouth au Liban. 

## Biographie
Nadim Asfar naît en 1976 à Beyrouth au Liban. Il a étudié le cinéma à l'Académie libanaise des beaux-arts puis la photographie à l'École Nationale Supérieure Louis Lumière (Paris) avant de se lancer dans la théorie des arts et des langues à l'École des hautes études en sciences sociales. Il vit et travaille entre Paris et Beyrouth. 

## Œuvre
La démarche artistique de Nadim Asfar est fortement influencée par les nombreuses questions posées par le langage et la technique de la photographie. Ses photographies et ses vidéos tentent de capturer sa relation avec le monde extérieur. En interrogeant les relations entre l'appareil, le corps et l'espace, il produit des œuvres qui explorent le temps et l'espace, que ce soit à l'intérieur, dans le domaine intime de la maison ou dans les vastes étendues de paysages naturels. Issu d'un parcours à la fois expérimental et théorique, sa démarche est à la rencontre de considérations visuelles et acoustiques, poétiques et esthétiques, philosophiques et anthropologiques.
Il présente sa première exposition personnelle « Juin » à la galerie Fadi Mogabgab (Beyrouth), en 2004. En 2005, il participe à Regards des photographes arabes contemporains, une exposition collective de photographes arabes à l'Institut du Monde Arabe à Paris . Il a présenté une sélection issue de différentes séries dans « Immaterial World », organisé en 2008 par Naila Kettaneh Kunigk et Sandra Dagher. En 2009, son projet Innenleben a été sélectionné dans Exposure, la première présentation annuelle d'artistes émergents du Beirut Art Center. Le même travail a été publié dans le numéro 20 / Talent of Foam Magazine  et présenté plus tard sur le stand de la Galerie Tanit à Paris Photo.

### Les constellations
Une série remarquée est Les Constellations. Chaque pièce est une composition quadrillée d'un nombre variable de photos que Nadim Asfar a prises depuis le balcon de son appartement à Mar Mkhayel, Beyrouth. Cette œuvre a été exposée à la Galerie Tanit, Paris Photo et au siège de la Banque FFA. Il a ensuite repris cette œuvre en 2018 sous la forme d'un livre d'artiste, Habiter le Jour, mettant l'accent sur les gestes, les postures et les mouvements immobiles des passants anonymes et sur le passage des voitures, motos, camions et autres véhicules.

### L'expérience de la montagne
Toujours en 2018, Nadim Asfar a publié un autre livre photographique présentant un éventail d'images de fleurs et de plantes diverses qu'il avait prises au début de sa carrière en utilisant la technique du photogramme, une technique sans appareil photo qui produisait des dessins photogéniques floraux. Celles-ci sont mises en relation directe avec des images de Beyrouth et de l'appartement familial depuis le balcon dont ces plantes ont été cueillies. 
À partir de 2014, Nadim Asfar a commencé à travailler sur L'expérience de la montagne, un projet portant sur le paysage montagneux du Liban, jouant le rôle d'un arpenteur-géomètre, capturant des milliers de photographies à travers le pays. Dans cet ouvrage, il interroge le rôle de la représentation esthétique et du point de vue du photographe dans la photographie de paysage autant que le rôle de la beauté et de la poésie dans un territoire nationalisé politisé et touché par la guerre. Cette entreprise fut inaugurée par un court-métrage projeté pour la première fois à l'exposition Heartland - Territoires d'Affects au Beirut Exhibition Center en 2015. Une sélection de photographies en grand format a été présentée lors de l'exposition « Where I End and You Begin » à la Galerie Tanit en 2016 puis au Palais de Beiteddine à l'occasion de son festival annuel en 2018.

## Expositions (sélection)

### Individuelle
- Nadim Asfar The Mountain, organisée par Hester Keijser, Photo Ireland Festival, Museum of Contemporary Photography of Ireland, Dublin, 2019 [11]
- Where I end and you begin, palais de Beiteddine, Beiteddine, 2018
- Where I end and you begin, Galerie Tanit, Beyrouth, 2016[12]
- Nadim Asfar, Galerie OÙ, Marseille, 2011
- Immaterial World, Galerie Tanit, Beyrouth, 2008
- Juin, Galerie Fady Mogabgab, Beyrouth, 2003

### Collective
- Troisième Biennale des photographes arabes contemporains, Institut du monde arabe, Paris, 2019 [13]
- La Fabrique des illusions : Collection Fouad Debbas et commentaires contemporains, organisée par François Cheval et Yasmine Chemali, Musée Sursock, Beyrouth, 2019 [14]
- Across Boundaries, Beirut Art Fair, 2018 [15]
- Poétique, Politique, Lieux, Bienal Sur Argentina, 2017
- Rencontres Improbables, OQBO Galery, Berlin, 2016
- Territoire d'Affect, Beirut Exhibition Center, Beyrouth, 2015
- Seing Is Believing, KW / Kunst Werke, Berlin, 2011
- Liquid Archives - Notes on Relations, Ruptures and Silences, Platform 3, Berlin, 2009
- Exposure, Beirut Art Center, Beyrouth, 2009
- Regards des Photographes Arabes Contemporains, Institut du Monde Arabe, Paris, 2006

## Filmographie
- Eaux Territoriales (2015)
- Everyday Madonna (2009)
- Empreinte (2007)
- Trouble (2000)

## Publications
- Hyper Images, Kaph Books, 2018
- Habiter le Jour, Kaph Books, 2018

## Récompenses
- Chevalier de l'Ordre des Arts et des Lettres, ministre français de la Culture, 2014
- Prix d'Honneur du Salon d'Automne, Paris, 2003
- Premier prix du court métrage « Trouble » au Festival du Film Européen, Beyrouth, 2001